# Carcelia atricosta
Carcelia atricosta là một loài ruồi trong họ Tachinidae.